# فريدريك تروغوت بورش
فريدريك تروغوت بورش (1774-1820) (بالإنجليزية: Frederick Traugott Pursh)‏ هو عالم نبات ألماني.